# Сан Вито деј Нормани
Сан Вито деј Нормани (итал. San Vito dei Normanni) је насеље у Италији у округу Бриндизи, региону Апулија.
Према процени из 2011. у насељу је живело 17617 становника. Насеље се налази на надморској висини од 111 м.

## Географија
| Клима (Сан Вито деј Нормани) | Клима (Сан Вито деј Нормани) | Клима (Сан Вито деј Нормани) | Клима (Сан Вито деј Нормани) | Клима (Сан Вито деј Нормани) | Клима (Сан Вито деј Нормани) | Клима (Сан Вито деј Нормани) | Клима (Сан Вито деј Нормани) | Клима (Сан Вито деј Нормани) | Клима (Сан Вито деј Нормани) | Клима (Сан Вито деј Нормани) | Клима (Сан Вито деј Нормани) | Клима (Сан Вито деј Нормани) | Клима (Сан Вито деј Нормани) |
| Показатељ \ Месец            | .Јан.                        | .Феб.                        | .Мар.                        | .Апр.                        | .Мај.                        | .Јун.                        | .Јул.                        | .Авг.                        | .Сеп.                        | .Окт.                        | .Нов.                        | .Дец.                        | .Год.                        |
| ---------------------------- | ---------------------------- | ---------------------------- | ---------------------------- | ---------------------------- | ---------------------------- | ---------------------------- | ---------------------------- | ---------------------------- | ---------------------------- | ---------------------------- | ---------------------------- | ---------------------------- | ---------------------------- |
| Средњи максимум, °C (°F)     | 12,7 (54,9)                  | 13,2 (55,8)                  | 15,0 (59)                    | 18,0 (64,4)                  | 22,0 (71,6)                  | 25,8 (78,4)                  | 28,5 (83,3)                  | 28,6 (83,5)                  | 25,9 (78,6)                  | 21,6 (70,9)                  | 17,4 (63,3)                  | 14,1 (57,4)                  | 28,6 (83,5)                  |
| Средњи минимум, °C (°F)      | 6,3 (43,3)                   | 6,6 (43,9)                   | 7,9 (46,2)                   | 10,1 (50,2)                  | 13,7 (56,7)                  | 17,6 (63,7)                  | 20,4 (68,7)                  | 20,6 (69,1)                  | 18,2 (64,8)                  | 14,7 (58,5)                  | 10,5 (50,9)                  | 7,6 (45,7)                   | 6,3 (43,3)                   |
| Количина падавина, mm (in)   | 60,2 (23,7)                  | 63,1 (24,84)                 | 73,4 (28,9)                  | 35,0 (13,78)                 | 28,7 (11,3)                  | 19,4 (7,64)                  | 10,3 (4,06)                  | 25,3 (9,96)                  | 45,6 (17,95)                 | 71,0 (27,95)                 | 74,2 (29,21)                 | 68,1 (26,81)                 | 574,3 (226,1)                |
| [ тражи се извор ]           |                              |                              |                              |                              |                              |                              |                              |                              |                              |                              |                              |                              |                              |

## Становништво
| 1936.  | 1951.  | 1961.  | 1971.  | 1981.  | 1991.  | 2001.  | 2011.  |
| ------ | ------ | ------ | ------ | ------ | ------ | ------ | ------ |
| 14.558 | 17.652 | 18.840 | 18.759 | 19.033 | 20.483 | 20.070 | 19.620 |